# Conduzione saltatoria

La propagazione del potenziale d'azione su neuroni mielinati è più veloce che su neuroni amielinati grazie alla conduzione saltatoria.

In biologia e in neurofisiologia, si definisce conduzione saltatoria la propagazione di un potenziale d'azione lungo le porzioni mielinizzate degli assoni. Il termine "saltatoria" si riferisce al fatto che, proprio in virtù della presenza della mielina, che funge da isolante, l'onda di depolarizzazione non procede in modo continuo lungo la membrana cellulare dell'assone stesso ma è costretta a "saltare" fra le porzioni prive di mielina (i cosiddetti nodi di Ranvier).

Propagazione del potenziale d'azione lungo la fibra nervossa mielinata

Questo tipo di conduzione ha il vantaggio di aumentare la velocità alla quale l'impulso nervoso viene trasmesso: nelle fibre nervose mielinate, infatti, tale velocità varia da pochi millimetri fino a oltre 100 m/s, laddove nelle fibre amieliniche le velocità si attestano intorno a poche frazioni di metri al secondo.
Questo fenomeno fisiologico è stato scoperto e descritto da Ichiji Tasaki e Andrew Huxley negli anni quaranta.